# بیمارستان سینا مشهد
بیمارستان و زایشگاه سینا یکی از بیمارستانهای خصوصی (غیر دولتی) در شهر مشهد می‌باشد .

## پیشینه
بیمارستان و زایشگاه سینا در سال ۱۳۴۷ با ظرفیت ۷۵ تخت توسط گروهی از متخصصین تأسیس گردید هم‌اکنون دارای ۱۲۸ تخت می‌باشد که در حال انجام خدمت به بیماران ساکن مشهد را عهده‌دار است.
فعالیت‌های بیمارستان سینا در رشته‌های تخصصی ذیل دسته بندی می‌گردند
- ارتوپدی
- جراحی عمومی
- زنان و زایمان
- گوش وحلق و بینی
- داخلی قلب
- ارولوژی
- عفونی
- چشم

این بیمارستان یکی از قدیمی‌ترین زایشگاه‌های شهر مشهد می‌باشد .